# Ринжа
Ринжа је речица понорница у Кочевском пољу, у Словенији.
Вода речице Ринже избија из два извора код села Ложине, узаној долинској падини, која везује два крашка поља, Рибничко и Кочевско. Лети њено корито пресуши и само у време јачих киша Ринжа тече континуирано од Ложина до Чрног потока где понире. 
Дужина реке износи 9,3 km.